# Sheila Khala
Sheila Nomolanga Khala, kurz meist Sheila Khala (* 1990 in Khubetsoana, Lesotho) ist eine lesothische Dichterin, die in englischer Sprache schreibt. Sie gehört zu den ersten der wenigen weiblichen Dichterinnen des Landes. Sie ist Gründerin der lesothischen Dichtervereinigung „Poetry is Alive“.

## Leben
Khala wurde 1990 in dem kleinen Ort Khubetsoana in Lesotho geboren. Sie besuchte die Adventville High School und absolvierte dort ihre Schulausbildung. In ihrer Schule nahm Khala an einem Dichtwettbewerb namens Poetry Farm teil und erhielt die Würdigung „Beste Dichterin Lesothos“.
2009 – im Alter von 19 Jahren – veröffentlichte Khala ihre erste Gedichtssammlung mit dem Titel „Formula“, das sowohl von der lesothischen wie der südafrikanischen Dichter-Gemeinschaft positiv aufgenommen wurde. Nach der Veröffentlichung ihres ersten Buches zog Khala nach Bloemfontein (Free State, Südafrika), um dort Statistik an der University of the Free State zu studieren. Dort tauchte sie auch in die dortige Dichter-Szene ein und drückte ihre Bewunderung für diese aus. Sie trat unter anderem auf dem Southern African Development Community Poetry Festival auf – neben anderen bekannten Dichtern wie Napo Masheane, Kgafela oa Magogodi und Lesego Rampolokeng.
Später zog Khala zurück in ihr Heimatland mit dem Ansinn sich dort mehr dem Dichten und der Förderung der lokalen Dichter-Gemeinschaft zu widmen.
Khala ist Anhängerin des christlichen Glaubens. Zahlreiche ihrer Gedichte widmen sich ihrem Glauben, Gott und dem Heiligen Geist.

## Werke
- 2009: Formula
- 2012: My Pen Is a Socialite